# Legio I Maximiana

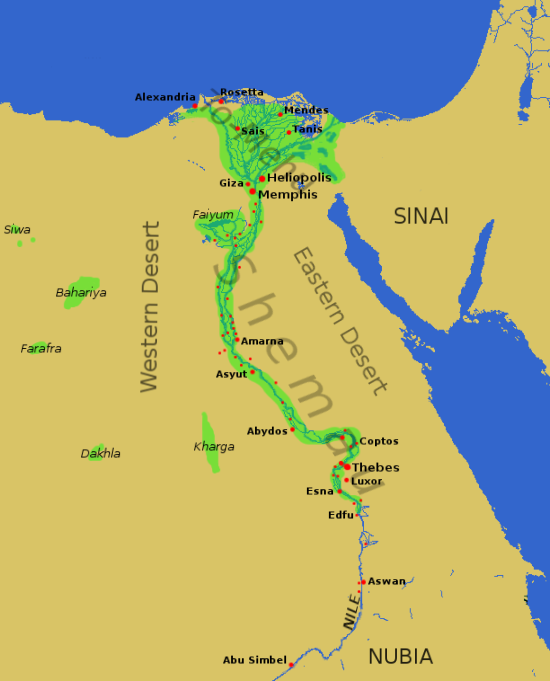
Carte de l’Égypte. La Legio I Maximiana était stationnée près de Thèbes/Luxor.

La Legio I Maximiana (Litt: Première légion de Maximien) fut une légion de l’Empire romain, créée vers 296/297 par l’empereur Dioclétien pour mettre un terme à une rébellion causée par des hausses de taxes en Égypte, décrétées par l’empereur pour financer ses campagnes militaires. Dioclétien, alors en campagne en Syrie, vint lui-même mettre un terme à celle-ci.  Une fois la révolution terminée, la légion fut stationnée à Philæ près de Thèbes/Luxor où elle devait demeurer par la suite. Un détachement de cette légion fut envoyé en Thrace sous l’empereur Valens qui devait perdre la vie lors de la bataille d’Andrinople. La légion existait encore au début  du Ve siècle.
Cette légion pourrait être l’une des deux légions qui ont donné naissance à la légende du « Massacre de la légion thébaine ». 

## Histoire de la légion

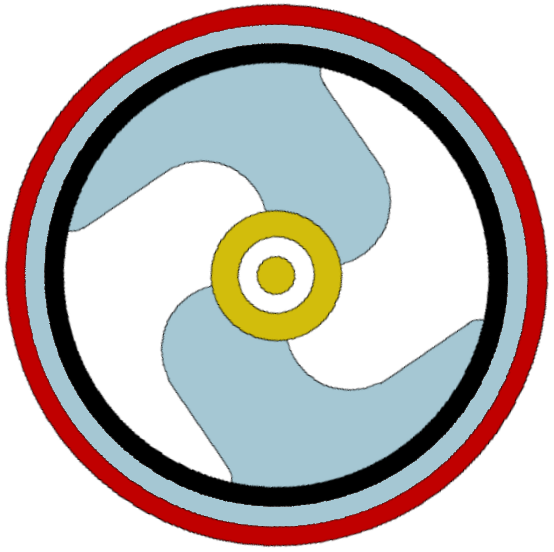
Emblème de la légion que l’on retrouvait sur les boucliers des légionnaires.

Au début de son règne en 293, Dioclétien procéda à des réformes en profondeur de l’administration civile et de la défense militaire de l’empire. Après avoir créé la tétrarchie, système de gouvernement où chacun des deux Augustes (Dioclétien  et Maximien) était secondé par deux Césars (Galère et Constance), il doubla le nombre des provinces et créa une structure régionale regroupant les 100 provinces en douze diocèses,. 
Il réorganisa également l’armée, créant pour chaque tétrarque une armée mobile (comitatenses), alors qu’un système de fortifications (limes) établi le long de la frontière était gardé par des unités permanentes (limitanei). Tout en conservant les 39 légions déjà existantes, mais dont certaines n’étaient pratiquement plus que l’ombre d’elles-mêmes, il leva au moins 14 nouvelles légions dont les I et II Iovia, II, III et IV Herculia, III Diocletiana, I Maximiana et I Isaura Sagittaria.
La Legio I Maximiana ainsi que la Legio II Flavia Constantia furent créées en 296 ou 297. On lui donna le surnom de Maximiana en l’honneur soit de Gaius Valerius Galerius Maximianus (Maximien Galère : 293-311), soit de Marcus Aurelius Valerius Maximianus (Maximien Hercule : 286-305), respectivement Césars, puis Augustes dans la tétrarchie.
Son quartier général était situé dans la région de Thèbes/Luxor (aujourd'hui Assouan) dont elle partageait la forteresse avec la Legio II Flavia Constantia qui l’avait construite.
La création de cette légion avait été rendue nécessaire par la révolte qui s’était déclarée en Égypte à la suite de la promulgation par le préfet Aristius Optatius d’un nouveau régime de taxation, révolte facilitée par le fait que de nombreuses troupes avaient été retirées et envoyées vers le front de Syrie où se trouvait alors Dioclétien. La révolution éclata presque partout à la fois : en Thébaïde dans les cités commerçantes de Coptos et Ptolémaïs, au Fayoum et au Delta, ainsi qu’à l’importante métropole d’Alexandrie, deuxième ville de l’empire après Rome. Les rebelles proclamèrent alors un nouvel empereur, Lucius Domitius Domitianus dont les monnaies montrent qu’il cherchait à se présenter comme troisième empereur avec Dioclétien et Maximien. Craignant que cette révolte ne vienne détacher les provinces d’Orient de Rome comme cela avait été le cas sous Valérien et Zénobie, Dioclétien quitta lui-même le front syrien pour venir rétablir l’ordre en Égypte durant l’automne et le début de l’hiver 297. Il ne parvint à  reprendre Alexandrie qu’après un long siège au printemps 298 et tira vengeance en mettant la ville à feu et à sang. L’armée réussit à rétablir l’ordre dans le reste du pays, mais la domination romaine se fit durement sentir : les villes de Coptos et de Busiris qui avaient au centre de la révolte furent détruites. Les nouvelles taxes, accompagnées d’un recensement général furent mises en place sous la supervision de l’empereur et la province d’Égypte fut officiellement divisée en trois nouvelles provinces : Aegyptus Iovia, Aegyptus Thebais et Aegyptus Herculia,, .
La frontière de la Thébaïde fut alors repoussée vers le nord jusqu’à Philae (Île Éléphantine) et de nombreuses troupes y furent cantonnées en provenance de plusieurs légions dont les légions III Diocletiana et II Traiana Fortis. Après la campagne de Dioclétien, la Legio I Maximiana fut stationnée à Philae. Elles devaient, avec les tribus libyennes avoisinantes servir à empêcher les incursions sporadiques des Blemmyes tribus nomades habitant au sud-ouest de l’Égypte.
En 354, un détachement de la légion fut envoyé rejoindre l’armée de campagne (comitatenses) stationnée en Thrace, près d’Adrianopolis (aujourd’hui Edirne en Turquie). Il est presque certain qu’elle prit part à la bataille d’Édirne au cours de laquelle l’empereur Valens devait perdre la vie et l’armée romaine être pratiquement annihilée.
Au début du Ve siècle, la Legio prima Maximiana était toujours stationnée à Philae sous les ordres du Dux Thebaidos (Gouverneur de Thébaïde). Le détachement de l’armée mobile appelé Legio Prima Maximiana Thebaerum relevait du Magister militum per Thracias (Maitre des milices de Thrace), alors qu’une partie de la garde palatine (garde accompagnant l’empereur) et appelée les Thebaei (Thébains), dépendait du Magister Peditum Praesentalis (Maitre des fantassins de la garde impériale), mais il n’est pas certain que ces derniers tirent leur origine de la Legio I Maximiana.
En raison des invasions des Blemmyes la situation militaire se détériora dans la région, si bien que l’évêque Appion de Syène (aujourd’hui Assouan)  demanda vers 425-450 à l’empereur Théodose II le renfort de troupes additionnelles, après quoi on perd toute trace de la légion qui n'est plus mentionnée que dans la Notitia Dignitatum.

## Le mythe de la «Légion thébaine»
Le massacre de la légion thébaine (ou thébéenne) aurait eu lieu sous Dioclétien entre 285 et 306 à Agaune, aujourd'hui Saint-Maurice en Valais. 
Trois légions romaines pourraient être au cœur de cette légende : la Legio I Maximiana, la Legio II Flavia Constantia et la Legio III Diocletiana. Selon une « passion »  attribuée à Eucher, évêque de Lyon au Ve siècle, Maurice d'Agaune, commandant de cette « Légion thébaine » et d'autres officiers, furent envoyés par le  coempereur Maximien Hercule persécuter les chrétiens de Martigny. Les soldats de cette légion étant eux-mêmes chrétiens coptes refusèrent de ce faire et furent exécutés. Les invraisemblances historiques du texte de même que le fait que seul le mot « Thèbes » permet de relier l’histoire à l'une ou l'autre de ces légions, rendent son authenticité douteuse ,.